# James Wolk
James Joseph „Jimmy” Wolk (ur. 22 marca 1985 w Farmington Hills, Michigan) – amerykański aktor telewizyjny i filmowy żydowskiego pochodzenia.

## Życiorys
Wolk urodził się w Farmington Hills w stanie Michigan jako syn Edi, nauczycielki sztuki i Roberta Wolka, właściciela sklepu obuwniczego. W 2003 ukończył North High School w rodzinnym mieście oraz teatrologię i taniec na Uniwersytecie Michigan w 2007.

## Filmografia
- 2006: The Spiral Project, jako Jordan
- 2008: Forgotten Land, jako Roll
- 2008: As the World Turns, jako Sailor
- 2008: Klasa pana Tourette’a (Front of the Class), jako Brad Cohen
- 2009: Solving Charlie, jako Charlie Hudson
- 2009: 8 Easy Steps, jako HotnRich
- 2010: To znowu ty (You Again), jako William Olsen
- 2010: Lone Star, jako Robert Allen
- 2011: Georgetown, jako Andrew Pierce
- 2012:	Shameless – Niepokorni, jako Adam
- 2012:	Happy Endings, jako Grant
- 2012:	Political Animals, jako Doug Hammond
- 2012:	For a Good Time, Call..., jako Charlie
- 2013:	Mad Men, jako Bob Benson